# السفر بين النجوم

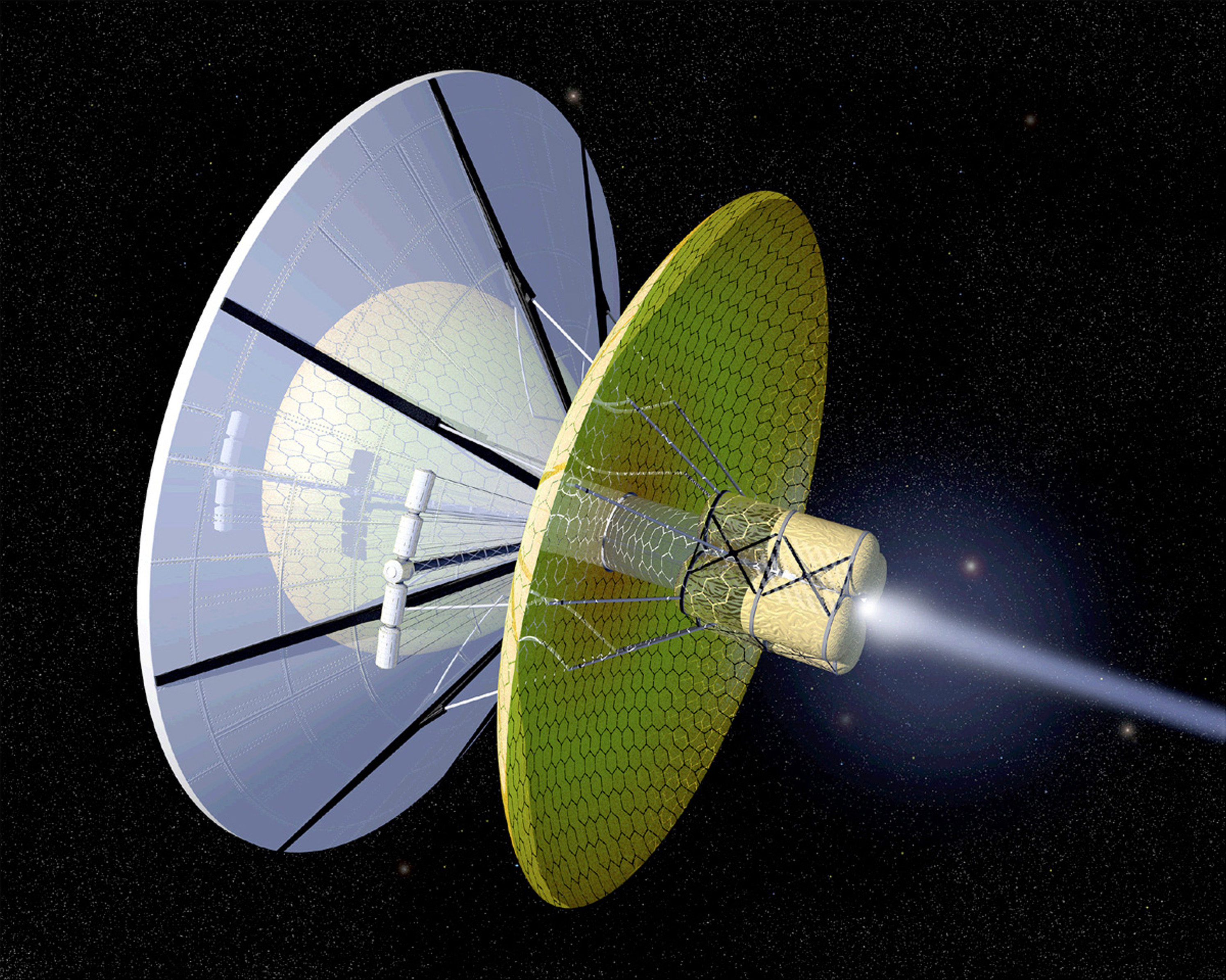

السفر بين النجوم إلى الفضاء على متن مركبات مأهولة أو غير مأهولة هو السفر بين النجوم. مفهوم السفر بين النجوم عن طريق المركبات الفضائية هي العنصر الرئيسي في الخيال العلمي. السفر بين النجوم هو أكثر صعوبة بكثير من الناحية المفاهيمية من السفر بين الكواكب. المسافة بين الكواكب في نظامنا الشمسي يقاس عادة ب AU، في حين بين النجوم تكون بمئات الآلاف من AU وكثيرا ما يعرب عنه بالسنة الضوئية. السفر بين المجرات، أو السفر بين المجرات المختلفة، سيكون أكثر صعوبة.
وقد نقش مجموعة متنوعة من المفاهيم في الأدب، منذ زمن الرواد الأوائل للملاحة الفضائية، مثل قسطنطين تسيكلوفسكى، روبرت إزناولت-بالتيرى وروبرت غودارد هتشينجز. دفع المركبة الفضائية يعمل بالطاقة الكهربائية مدعوم بالطاقة المحمولة المصدر، ونقول مفاعل نووي، وتنتج فقط تسارع منخفض، الذي سيستغرق قرونا ليصل إلى أدنى اقتراب للنجوم، وبالتالي تكون غير صالحة للطيران بين النجوم ضمن مدى الحياة البشرية؛ محركات الدفع الحراري مثل نيرفا تنتج قوة دفع كافية، ولكن يمكنها فقط تحقيق دفع العادم منخفض السرعة نسبيا، ولذلك فإن التسريع إلى السرعة المطلوبة يتطلب وجود كمية هائلة من الوقود. صاروخ شظايا-الانشطار واستخدام الانشطار النووي لتطوير الطائرات عالية السرعة من شظايا الانشطار، والتي يتم طردها بسرعات تصل إلى 12,000 كم/ثانية. المركبات بين النجوم باستخدام دفع المركبة الفضائية يعمل بالطاقة الكهربائية، مثل الصاروخ الأيوني أو الصاروخ البلازمي، ويمكن أيضا أن تعمل بالطاقة عن طريق ليزر يطلق من امدادات طاقة ثابتة. يعطى ما يكفي من الوقت للسفر والأعمال الهندسية، على حد سواء مركبة بدون طيار أو سفينة في وضع السبات لايتطلب السفر بين النجوم أية اختراقات فيزيائية لتحقيقه، ولكن الحاجة لتحديات تكنولوجية واقتصادية كبيرة ينبغى تلبيتها. ناسا، إيسا ووكالات الفضاء الأخرى. ولقد تم الشروع في البحث في هذه المواضيع لعدة عقود، ولديها تراكمات لعدد من المناهج النظرية.

## صعوبات السفر بين النجوم
التحدي الرئيسي الذي يواجه السفر بين النجوم هي المسافات الهائلة بين النجوم. هذا يعني أنه يتطلب سرعة كبيرة ووقت سفر طويل. الوقت اللازم من قبل طرق الدفع على أساس المباديء الفيزيائية المعروفة حاليا سيتطلب السنوات أو آلاف السنين. وبالتالي سفينة السفر بين النجوم ستواجه العديد من أخطار أمثال سفر بين الكواكب، بما في ذلك الفراغ، إشعاع مؤين، الوزن والنيازك. وحتى الحد الأدنى أوقات السفر لعدة سنوات إلى أقرب النجوم هي خارج الفضاء هي خارج إمكانات الرحلات المأهولة الحالية تجربة تصميم البعثة. والحدود الأساسية لرحلات الزمكان تمثل تحديا آخر. من الناحية الاقتصادية فإن البعثات بين النجوم تتطلب عدة عقود قبل أن نجني نواتج استثماراتها، على الرغم من أن التقنيات اللازمة لتحقيق مثل هذه سيكون لها فوائد فورية.

### الطاقة اللازمة
ومن العوامل المهمة التي تسهم في صعوبة الأمر هي الطاقة التي يجب أن يتم توفيرها والحصول على الوقت الذي يستغرقه السفر معقول. والحد الأدنى المطلوب للطاقة هو الطاقة الحركية K = ½ mv2 حيث m هي كتلة النهائي. إذا تباطؤ عند وصوله هو المطلوب، ولا يمكن أن يتحقق بأي وسيلة أخرى من محركات السفينة، ثم إن الطاقة المطلوبة على الأقل تتضاعف، لأن الطاقة اللازمة لوقف السفينة تساوي الطاقة اللازمة للوصول بها إلى سرعة السفر.
سرعة لرحلة مأهولة جولة بضعة عقود من الزمن حتى لأقرب نجم هو عدة آلاف المرات أكبر من تلك المركبات الفضائية الحالية. وهذا يعني أنه نظرا ل v2 المصطلح في صيغة الطاقة الحركية، ملايين المرات قدر الطاقة هو مطلوب. يتطلب تسريع طن واحد إلى واحد من العاشر من سرعة الضوء لا يقل عن 450 PJ أو 4.5 ×1017 J أو 125 billion kWh, دون العوملة في كفاءة آلية الدفع. لديه هذه الطاقة إما أن يكون حمل على طول، [بحاجة لمصدر] أو المتوقع لمسافات هائلة.
متطلبات الطاقة جعلت السفر بين النجوم صعبا للغاية. وقد أفيد أنه في مؤتمر الدفع المشتركة عام 2008، رأى خبراء متعددون أنه كان واردا ان البشر سيبحثون أكثر من أي وقت مضى عن كواكب خارج النظام الشمسي. وذكر برايس N. Cassenti، وهو أستاذ مشارك مع قسم الهندسة والعلوم في معهد البوليتكنيك رينسيلار، أن ما لا يقل عن الإنتاج الكلي للطاقة في العالم بأسره [في سنة معينة] ستكون هناك حاجة لإرسال مسبار إلى أقرب نجم.

### وسط ما بين النجوم
وثمة مسألة رئيسية مع القيادة بسرعات عالية للغاية هو أن الغبار بين النجوم والغاز قد تسبب ضررا كبيرا لهذه المركبة، نظرا للسرعات النسبية العالية والطاقات الحركية الكبيرة الحادثة. وقد اقترحت أساليب مختلفة للتدريع للتخفيف من هذه المشكلة.[بحاجة لمصدر] الأجسام الكبيرة (مثل حبيبات الغبار الكبيرة) هي أقل شيوعا بكثير، ولكن سيكون أثرها أكثر تدميرا من ذلك بكثير. وقد نوقشت مخاطر تأثير هذه الأجسام، وطرق التخفيف من هذه المخاطر، في الأدب، ولكن لا يزال الكثير من المواضيع مجهولا.[بحاجة لمصدر]

### وقت السفر
وقد قيل أن مهمة السفر بين النجوم التي لا يمكن أن تكتمل في غضون 50 عاما لا ينبغي أن تبدأ على الإطلاق. بدلا من ذلك، على افتراض أن حضارة ما مازالت على منحنى متزايد من دفع سرعة النظام، وليس حتى الآن بعد أن وصلت إلى حد، ينبغي أن تستثمر الموارد في تصميم نظام دفع أفضل. وذلك لأن المركبات الفضائية بطيئة ربما يتم تمريرها من قبل بعثة أخرى أرسلت في وقت لاحق مع دفع أكثر تقدما (فرضية قديمة انتهت). من ناحية أخرى، أظهرت أندرو كينيدي أنه إذا كان أحد يحسب الوقت رحلة إلى وجهة معينة حيث إن معدل سرعة السفر المستمدة من النمو، حتى زيادات (النمو حتى الأس)، هناك حد أدنى واضح في الوقت الإجمالي لتلك الوجهة من الآن (انظرالسفر بين النجوم). سيتم تجاوزها الرحلات القيام بها قبل الحد الأدنى من قبل أولئك الذين يغادرون في الحد الأدنى، في حين أن أولئك الذين يغادرون بعد الحد الأدنى لن يتفوقوا على الذين غادروا في الحد الأدنى.
وسيطة واحدة ضد موقف تأخير بداية حتى وصلت بسرعة دفع سرعة النظام هو أن مختلف المشاكل غير الفنية الأخرى التي هي محددة لسفر لمسافات طويلة في سرعة أعلى بكثير (مثل تأثير الجسيمات بين النجوم، وتقصير كبير ممكن من متوسط حياة الإنسان تمتد خلال إقامة مساحة موسعة...الخ) قد تبقى العقبات التي تستغرق وقتا أطول بكثير للحل من مسألة الدفع وحدها، على افتراض أنها يمكن أن تحل في نهاية المطاف حتى على الإطلاق. وبالتالي، يمكن أن تكون القضية جعلت لبدء المهمة دون تأخير، استنادا إلى تحقيق مفهوم المهمة بين النجوم والتفاني لكنه بطيء نسبيا باستخدام التكنولوجية الحالية للدولة من بين الفن وبتكلفة منخفضة نسبيا، بدلا من المصرفي على أن تكون قادرة من أجل حل جميع المشاكل المرتبطة مع بعثة أسرع دون وجود إطار زمني موثوق به لتحقيقها من هذا القبيل.
السفر بين المجرات ينطوي على مسافات حوالي مليون ضعف أكبر من المسافات بين النجوم، مما يجعلها جذريا أكثر صعوبة من السفر حتى بين النجوم.

### المسافات بين النجوم
غالبًا ما تُقاس المسافات بين الكواكب في النظام الشمسي بالوحدات الفلكية (إيه يو)، التي تساوي متوسط المسافة بين الشمس والأرض، أي نحو 150 مليون كيلومتر (93 مليون ميل).  يبعد كوكب الزهرة، أقرب كوكب إلى الأرض، 0.28 وحدة فلكية عند أقرب نقطة له من الأرض. يبعد نبتون، أبعد كوكب عن الشمس، 29.8 وحدة فلكية. اعتبارًا من 19 يناير 2021، يبعد مسبار فوياجر، أبعد جسم من صنع الإنسان عن الأرض، 152 وحدة فلكية.
يبعد أقرب نجم معروف، قنطور الأقرب، نحو 268332 وحدة فلكية، أي 9000 ضعف بعد نبتون.
بسبب ذلك، عادةً ما تُوصف المسافات بين النجوم بالسنوات الضوئية (التي هي المسافة التي يقطعها الضوء في الفراغ في سنة واحدة) أو بالفرسخ الفلكي (3.26 سنة ضوئية، التي هي المسافة التي يساوي عندها المنظور النجمي ثانية قوسية واحدة). يسافر الضوء في الفراغ بسرعة 300000 كيلومتر (186000 ميل) في الثانية تقريبًا، بالتالي تساوي السنة الضوئية نحو 9.461 ترليون كيلومتر (5.879 تريليون ميل) أو 63241 وحدة فلكية. يبعد نجوم قنطور الأقرب، أقرب نجم من الأرض (وإن لم يكن مرئيًا بالعين المجردة)، نحو 4.243 سنة ضوئية.
قطعت أسرع مركبة فضائية تسافر إلى خارج المجموعة الشمسية، فوياجر 1، مسافة 1/600 من السنة الضوئية خلال 30 عام وتسافر حاليًا بسرعة 1/18000 من سرعة الضوء. هذا يعني أنها ستحتاج إلى 80000 عام للوصول إلى قنطور الأقرب.

### المخاطر
سيواجه أعضاء السفن الفضائية بين النجوم عدة مخاطر كبيرة، بما في ذلك الآثار النفسية للعزلة طويلة المدى، وآثار التعرض للإشعاع المؤين، وآثار فسيولوجية نتيجة انعدام الوزن على العضلات والمفاصل والعظام والجهاز المناعي والعينين. هناك أخطار أخرى مثل خطر الاصطدام بالحطام الفضائي على غرار النيازك الدقيقة. تمثل هذه المخاطر تحديات لم يتم التغلب عليها بعد.

## طرق السفر المقترحة

### المسابر الفضائية البطيئة غير المأهولة
تحتاج المهمات البطيئة بين النجوم، القائمة على تقنيات الدفع الحالية والمستقبلية، إلى فترات تتراوح بين نحو 100 عام إلى آلاف السنين. تشمل هذه المهام إرسال مسبار آلي إلى نجم قريب بهدف استكشافه، على غرار المسابير بين الكوكبية مثل تلك التي استُخدمت خلال برنامج فوياجر. بدوم طاقم، تنخفض تكلفة المهمة وتعقيدها بشكل كبير على الرغم من أن العمر التكنولوجي لا يزال يمثل مشكلة كبيرة إلى جانب تحقيق سرعات سفر معقولة. تتضمن المفاهيم المقترحة مشروع داديالوس ومشروع إيكاروس ومشروع دراجونفلاي ومشروع لونغشوت ومشروع بريك ثرو ستارشوت.

### المسابير النانوية
قد تكون المركبات الفضائية النانوية ذات السرعات القريبة من سرعة الضوء ممكنة في المستقبل القريب اعتمادًا على تكنولوجيا الرقائق الدقيقة الحالية باستخدام محرك نانوي مُطور حديثًا. يقوم باحثون في جامعة ميشيغان بتطوير محركات دفع تستخدم جسيمات نانوية كوقود دافع. تُسمى تقنيتهم «الدفع باستخراج حقول الجسيمات النانوية» أو نانو إف إي تي. تعمل هذه الأجهزة مثلالمسرعات مسرعات جسيمية صغيرة تطلق جسيمات نانوية موصلة إلى الفضاء.
اقترح عالم الفيزياء النظرية ميتشيو كاكو إرسال سحب من «الغبار الذكي» إلى النجوم، وهو أمر قد يصبح ممكنًا مع تقدم تكنولوجيا النانو. يشير كاكو أيضًا ضرورة إرسال عدد كبير من المسابير النانوية بسبب حساسية هذه المسابير الصغيرة جدًا التي يمكن أن تنحرف بسهولة بفعل الحقول المغناطيسية والنيازك الدقيقة وغيرها من المخاطر، وذلك لضمان نجاة مسبار نانوي واحد على الأقل ووصوله إلى وجهته.
كحل قريب للسفر بين النجوم، اقترح مشروع دراجونفلاي إرسال مسابير صغيرة تعمل بالليزر، اعتمادًا على تكنولوجيا الأقمار الصناعية المكعبة (كيوبسات) الحالية.

### المهمات البطيئة المأهولة
في المهمات المأهولة، تمثل مدة الرحلة البطيئة عقبة رئيسية، وتحاول المفاهيم الحالية حل هذه المشكلة بطرق مختلفة. يمكن تمييز هذه المفاهيم من خلال «الحالة» التي يتم فيها نقل البشر على متن المركبة الفضائية بين  النجوم"Various articles on hibernation". Journal of the British Interplanetary Society. ج. 59: 81–144. 2006.</ref>

#### سفن الجيل
سفينة الجيل (أو سفينة العالم) هي نوع من السفن بين النجمية ينحدر طاقمها، الذي يصل إلى الوجهة النهائية، من أولئك الذين بدأوا الرحلة. تُعتبر سفن الجيل غير مجدية حاليًا بسبب صعوبة بناء سفينة بالحجم الكبير المطلوب بالإضافة إلى وجود مشاكل بيولوجية واجتماعية كبيرة تنتج عن الحياة على متن هذه السفينة.

#### الأجنة المجمدة
من الممكن إرسال مهمات روبوتية بين النجوم تحمل عددًا من الأجنة البشرية المجمدة. تتطلب هذه الطريقة، من بين أمور أخرى، تطوير آلة رحم اصطناعي، واكتشاف كوكب أرضي صالح للسكن، وتطوير روبوتات متنقلة مستقلة بالكامل وروبوتات تعليمية من شأنها أن تحل محل الآباء البشريين.

### التنقل عبر الفضاء بينالنجوم
الفضاء بين النجومليس فارغًا تمامًا؛ إذ يحتوي على تريليونات الأجرام الجليدية التي تتراوح في نوعها بين الكويكبات الصغيرة (في سحابة أورت) إلى الكواكب بين النجوم. قد يكون هناك طرق للاستفادة من هذه الموارد خلال جزء جيد من الرحلة بين النجوم، عن طريق التنقل ببطء من جرم إلى آخر أو بناء محطات على طول الطريق.

#### المهمات السريعة المأهولة
إذا وصل متوسط سرعة المركبة الفضائية إلى 10% من سرعة الضوء (وإذا تمكنت من التباطؤ للوصول إلى وجهتها خلال المهام المأهولة)، فسيكون هذا كافيًا للوصول إلى نجم قنطور الأقرب خلال أربعين عامًا. اقتُرحت تصاميم متعددة لمحركات دفع قد يجري تطويرها في النهاية لتحقيق ذلك، ولكنها ليست جاهزة حاليًا للاستخدام قريب المدى (خلال عقود قليلة) بأسعار مقبولة.

#### تمدد الزمن
فيزيائيًا، من المستحيل السفر بسرعات أعلى من سرعة الضوء. يسمح تمدد الزمن النسبي للمسافر بتجربة الزمن بمعدل أبطأ كلما اقتربت سرعته من سرعة الضوء. يصبح هذا التباطؤ الظاهري ملحوظًا عند بلوغ سرعات أعلى من 80% من سرعة الضوء. في هذه الحالة، ستعمل الساعات على متن السفينة بين النجمية بمعدل أبطأ من معدل الساعات على الأرض، لذلك إذا تمكنت محركات السفينة من توليد تسارع يساوي تسارع الجاذبية الأرضية (1 جي) باستمرار، يمكن للسفينة الوصول إلى أي مكان في المجرة تقريبًا والعودة إلى الأرض في غضون 40 سنة وفقًا لزمن السفينة. عند العودة إلى الأرض، سيكون هناك فرق بين الزمن المنقضي على سفينة والزمن المنقضي على الأرض.
مثلًا، يمكن لمركبة فضائية أن تسافر إلى نجم يبعد 32 سنة ضوئية، بتسارع مبدئي ثابت يساوي 1.03 جي (أي 10.1 متر لكل ثانية مربعة) لمدة 1.32 سنة (وفقًا لزمن السفينة)، ثم توقف محركاتها وتسافر سفرًا حرًا لمدة 17.3 عامًا (وفقًا لزمن السفينة) بسرعة ثابتة، ثم تتباطأ مرة أخرى لمدة 1.32 سنة، حتى تصل إلى وجهتها. بعد زيارة قصيرة، يمكن لرواد الفضاء العودة إلى الأرض بنفس الطريقة. بعد الرحلة الكاملة ذهابًا وإيابًا، سيكون قد مضى على السفينة 40 عامًا، ولكن وفقًا للزمن على الأرض، ستعود السفينة بعد 76 عامًا من وقت انطلاقها.
من وجهة نظر رواد الفضاء، تعمل الساعات على متن السفينة بشكل طبيعي. ويبدو لهم أن النجم المستهدف يقترب بسرعة 0.87 سنة ضوئية لكل سنة على السفينة. سينكمش الكون على طول اتجاه السفر إلى نصف طوله الظاهري عندما كانت السفينة متوقفة؛ ستبدو المسافة بين النجم والشمس 16 سنة ضوئية وفقًا لرواد الفضاء.
في حال كانت السرعة أعلى، سيجري الزمن على متن السفينة بمعدل أبطأ، لذلك يمكن الرواء الفضاء السفر إلى مركز مجرة درب التبانة (الذي يبعد 30000 سنة ضوئية عن الأرض) والعودة إلى الأرض خلال 40 عامًا وفقًا لزمن السفينة. لكن السرعة وفقًا لساعات الأرض ستكون دائمًا أقل من سنة ضوئية لكل سنة على الأرض، لذلك، عند عودة رواد الفضاء إلى الأرض، سيكون قد انقضى أكثر من 60 ألف سنة وفقًا لزمن الأرض.